# Brzegowiec
Brzegowiec (Calidris virgata) – gatunek średniej wielkości ptaka z rodziny bekasowatych (Scolopacidae). Nie wyróżnia się podgatunków.

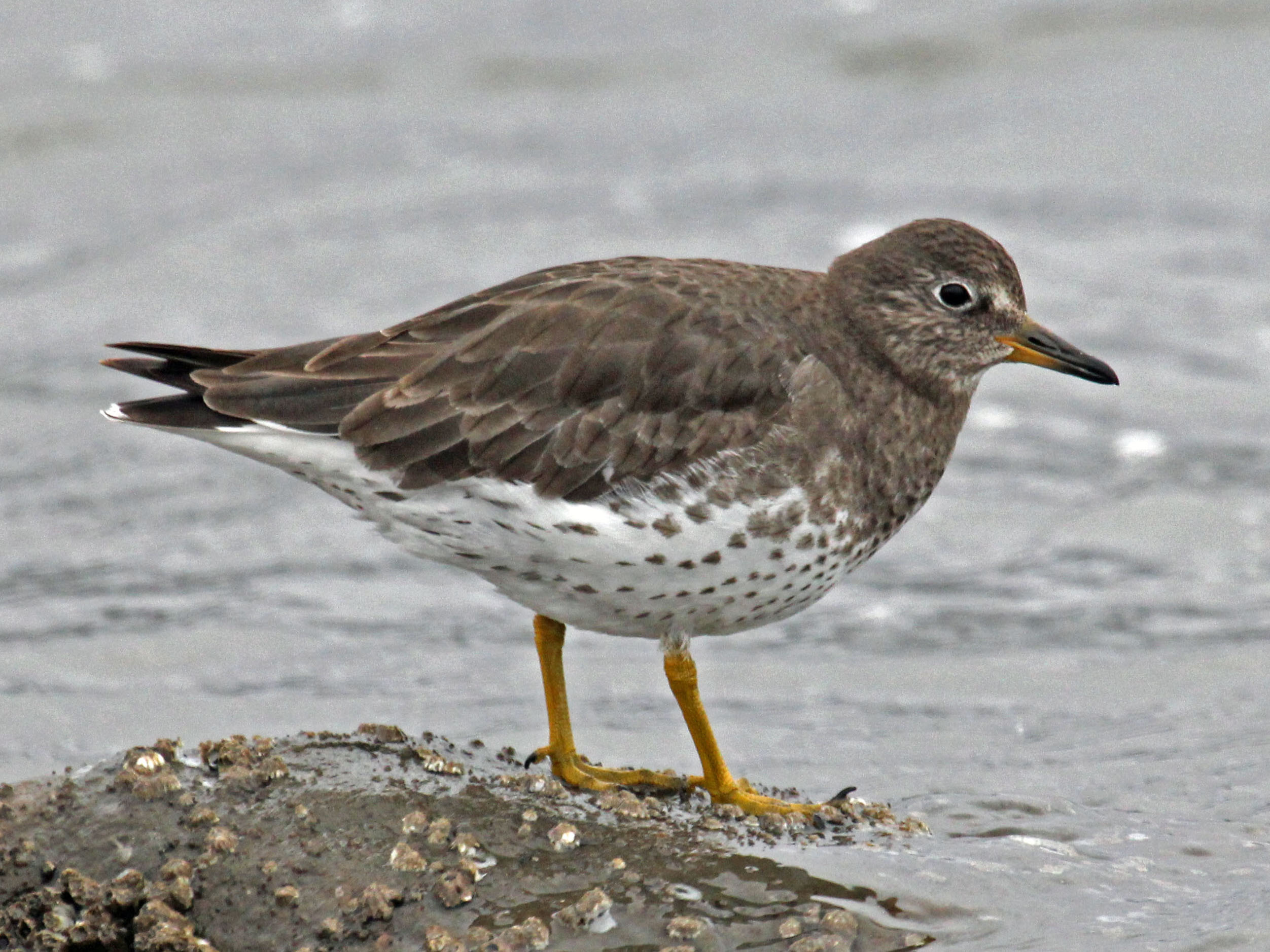
Ptak sfotografowany w Kalifornii

WyglądW szacie godowej czarne kreski i plamki na wierzchu ciała; barkówki kasztanowatoczarne; na białym spodzie ciała widać czarne plamki i kreski; brzuch biały; dziób krótki tak jak u siewek, ciemny, żółty u nasady żuchwy. Nogi i stopy żółte, tęczówka ciemnobrązowa. W szacie zimowej oraz młodocianej głowa, plecy, pierś brązowoszare; wzdłuż boków widoczne ciemne plamki, brzuch biały. W locie widać białe paski na skrzydłach i biały ogon.
RozmiaryDługość ciała 23–26 cm; masa ciała 133–251 g; rozpiętość skrzydeł 55 cm.
Zasięg, środowiskoGniazda zakłada w górskiej tundrze północno-zachodniej części Ameryki Północnej (Alaska i zachodni Jukon). Zimuje na amerykańskich wybrzeżach Pacyfiku, od południowo-wschodniej Alaski na południe aż po Cieśninę Magellana.
RozródGnieździ się na ziemi, w naturalnym zagłębieniu skalistej powierzchni otoczonym niską roślinnością. Gniazdo wyłożone jest kawałkami martwych liści, porostów i mchów. Składanie jaj ma miejsce od połowy maja do początku czerwca. W zniesieniu zwykle 4 płowożółte jaja z ciemnym plamkowaniem. Oboje rodzice zajmują się inkubacją przez 22–24 dni. Pisklęta są pokryte puchem i opuszczają gniazdo zaraz po wykluciu; opiekują się nimi oboje rodzice, ale młode są w stanie same zdobywać pożywienie. Stają się w pełni opierzone prawdopodobnie miesiąc po wykluciu.
PożywienieLatem w tundrze ptak ten żywi się głównie owadami, pająkami i ślimakami, a czasami nasionami. Na wybrzeżu jego dieta obejmuje małże, ślimaki, worecznice i skorupiaki.
StatusMiędzynarodowa Unia Ochrony Przyrody (IUCN) uznaje brzegowca za gatunek najmniejszej troski (LC, Least Concern) nieprzerwanie od 1988 roku. W 2023 roku organizacja Partners in Flight szacowała liczebność populacji na około 70 tysięcy dorosłych osobników. BirdLife International uznaje trend liczebności populacji za spadkowy.